# Xenobiotika
Xenobiotika (av grekiska xenos, främling och bios, liv) är beteckningen på alla kroppsfrämmande ämnen, vanligtvis i betydelsen läkemedel, miljögifter och droger (enligt vissa definitioner kan även abnormala koncentrationer kallas xenobiotika). Däggdjur eliminerar xenobiotika via olika vägar, framförallt via avföringen och urinen. Många substanser genomgår biotransformation före utsöndring, vilket innebär att olika enzymsystem i bland annat levern och tarmsystemet modifierar ämnet för att göra det mer vattenlösligt.
Det viktigaste enzymsystemet för att biotransformera xenobiotika är Cytokrom P450 (CYP) där människan har runt 60 olika CYP-gener, medan vissa gnagare har över 120. Det finns en stor variation bland olika individer i uppsättningen av CYP-gener, vilket medför att olika individer har olika förmåga att hantera kroppsfrämmande ämnen, inklusive läkemedel.
Xenobiotika är ett miljöproblem då ex. könshormoner leder till att fiskarnas sexualitet störs.
Många xenobiotika är eller kan i kroppen omvandlas till toxiska eller cancerogena föreningar.